# Silima Banua
Silima Banua is een bestuurslaag in het regentschap Noord-Nias van de provincie Noord-Sumatra, Indonesië. Silima Banua telt 1807 inwoners (volkstelling 2010).